# Col de la Loze
Il Col de la Loze è un valico alpino francese situato nel Massiccio della Vanoise, nelle Alpi Graie francesi, con un'altitudine di 2.304 metri. Nel maggio 2019 è stato aperto un sentiero per la salita alla montagna, ed è il settimo valico più alto della Francia. Il nome del passo proviene dal franco-provenzale: infatti deriva dalla parola lauze, una roccia metamorfica presente nella regione.

## Geografia
Si trova tra i comuni di Les Allues e Courchevel, nel dipartimento della Savoia, nella regione Alvernia-Rodano-Alpi. Ad ovest della montagna si estende la stazione sciistica invernale di Méribel e ad est quella di Courchevel.
Le sue immediate vicinanze sono caratterizzate dagli impianti di risalita e dalle piste da sci del comprensorio sciistico Trois Vallées. Al di fuori del periodo invernale, il passo è raggiungibile a piedi attraverso sentieri escursionistici che consentono di raggiungere le varie cime e valli circostanti.
Gli ultimi sette chilometri della salita (dall'altiporto di Méribel fino alla cima) sono riservati ai ciclisti. La strada è stata asfaltata durante l'estate del 2019. Il sentiero precedente era utilizzato solo per la manutenzione estiva degli impianti di risalita.

## Ciclismo
Il 23 agosto 2019, nell'ottava tappa del Tour de l'Avenir, è stato affrontato per la prima volta il passo; la tappa è stata vinta da Alexander Evans.
La salita è stata il traguardo della 17ª tappa del Tour de France 2020, il 16 settembre 2020, e alla sua cima è stato assegnato il Souvenir Henri Desgrange, essendo stata la cima più alta dell'edizione 2020. Il colombiano Miguel Ángel López ha vinto la tappa.
Un nuovo versante viene affrontato durante la 17ª tappa del Tour de France 2023: questa ascesa passa per la località sciistica di La Tania, per poi ricongiungersi alla salita usata nel 2020 quando mancano 11,3 km alla vetta. L'austriaco Felix Gall lo attraversò da solo in testa prima di vincere la tappa all'altiporto di Courchevel: questa tappa divenne famosa per la crisi improvvisa e inaspettata di Tadej Pogačar sul passo.
Durante la 18ª tappa del Tour de France 2025, il passo fu scalato per la prima volta da Courchevel; l'arrivo fu posto in cima al passo e fu, come nel 2020, assegnato il Souvenir Henri Desgrange, essendo la cima più alta di quell'edizione. Vinse l'australiano Ben O'Connor, con Pogačar in maglia gialla.
Il versante più duro della salita, compresi i primi 15 chilometri fino a Méribel, si sviluppa su un totale di 21,5 chilometri partendo da Brides-les-Bains. La pendenza media è del 7,8%. La sua particolarità risiede nel profilo unico degli ultimi 6 chilometri, che consiste in un susseguirsi di tratti pianeggianti e muri ripidi, con molti passaggi con pendenze superiori al 20%.
Al termine della 17ª tappa del Tour de France 2020, diversi corridori hanno addirittura affermato che la salita, per il suo profilo insolito negli ultimi chilometri, fosse persino più ardua del Mortirolo. Richie Porte, arrivato quinto in vetta, ha affermato di non aver mai scalato un passo così difficile prima.

### Arrivi di tappa al Tour
| Anno | Tappa | Partenza tappa | Distanza (km) | Categoria GPM | Vincitore                | Maglia gialla       |
| ---- | ----- | -------------- | ------------- | ------------- | ------------------------ | ------------------- |
| 2025 | 18    | Vif            | 171,5         | HC            | Ben O'Connor (AUS)       | Tadej Pogačar (SLO) |
| 2020 | 17    | Grenoble       | 170           | HC            | Miguel Ángel López (COL) | Primož Roglič (SLO) |

### Transito, ma non arrivo di tappa
| Anno | Tappa | Partenza tappa             | Distanza (km) | Categoria GPM | Primo al passaggio in vetta | Maglia gialla          |
| ---- | ----- | -------------------------- | ------------- | ------------- | --------------------------- | ---------------------- |
| 2023 | 17    | Saint-Gervais-Monte Bianco | 166           | HC            | Felix Gall (AUT)            | Jonas Vingegaard (DNK) |